# Sydlig rovbärfis
Sydlig rovbärfis (Pinthaeus sanguinipes) är en insektsart som först beskrevs av J.C.Fabricius 1781.  Sydlig rovbärfis ingår i släktet Pinthaeus, och familjen bärfisar. Arten är reproducerande i Sverige.